# Prometazin
A prometazin (INN: promethazine) egy első generációs H1 receptor antagonista, antihisztaminikum és hányáscsillapító gyógyszer.
Erős antikolinerg és altató hatása is van.
A VIII. Magyar Gyógyszerkönyvben Prometazin-hidroklorid (Promethazini hydrochloridum)  néven hivatalos.  

## Készítmények
- Pipolphen
- Romergan